# 明清皇家陵寝
明清皇家陵寢是指中國的明朝、後金、清朝等朝代的皇帝陵墓群。此陵寢群在2000年為聯合國教科文組織登錄為世界文化遺產，並在2003年、2004年擴充。而另一个世界遗产是北京及沈阳的明清皇家宫殿。

## 概要
明清時代的皇室墓葬，與之前有很大的不同。中國的皇室陵寢，在明清以前有多種形式，包括木槨大墓、土墓、深葬，但少講究建築形式。自明太祖起，修訂了陵寢制度，包括：增設祭奠設施、增加院落及寶蓋式屋頂。清代的陵墓則更加考究，注重風水及環境，希望陵寢能與當地的山川、氣候達到「天人合一」的境界，並且建築也更加富麗堂皇，是中國陵寢營建活動的顛峰。
滿清入關後推行懷柔政策，對明陵採取保護措施，所以明帝陵的歷史遺存物比歷代帝陵保存得更完好，未曾遭遇大的破壞。

## 登錄基準
明清皇家陵寢因符合以下標準而被登錄為世界文化遺產：
- 代表了人類創造精神的傑作。
- 通過建築或技術、有紀念意義的藝術品、城市規劃或景觀設計，展現了在一段時期內或在一個文化區域中進行的有重要意義的人文價值的交流。
- 獨一無二或至少是非常特別地代表了一種文化傳統或是一種現存或已經滅絕的文明。
- 突出地代表了某一類建築或技術的，並且展示了人類歷史上的某一段或幾段非常重要的時期。
- 直接或明確地同某些具有突出的、普世的價值的事件、現實的傳統、思想、信仰、文化作品或文藝作品相聯繫。

## 包含陵寢

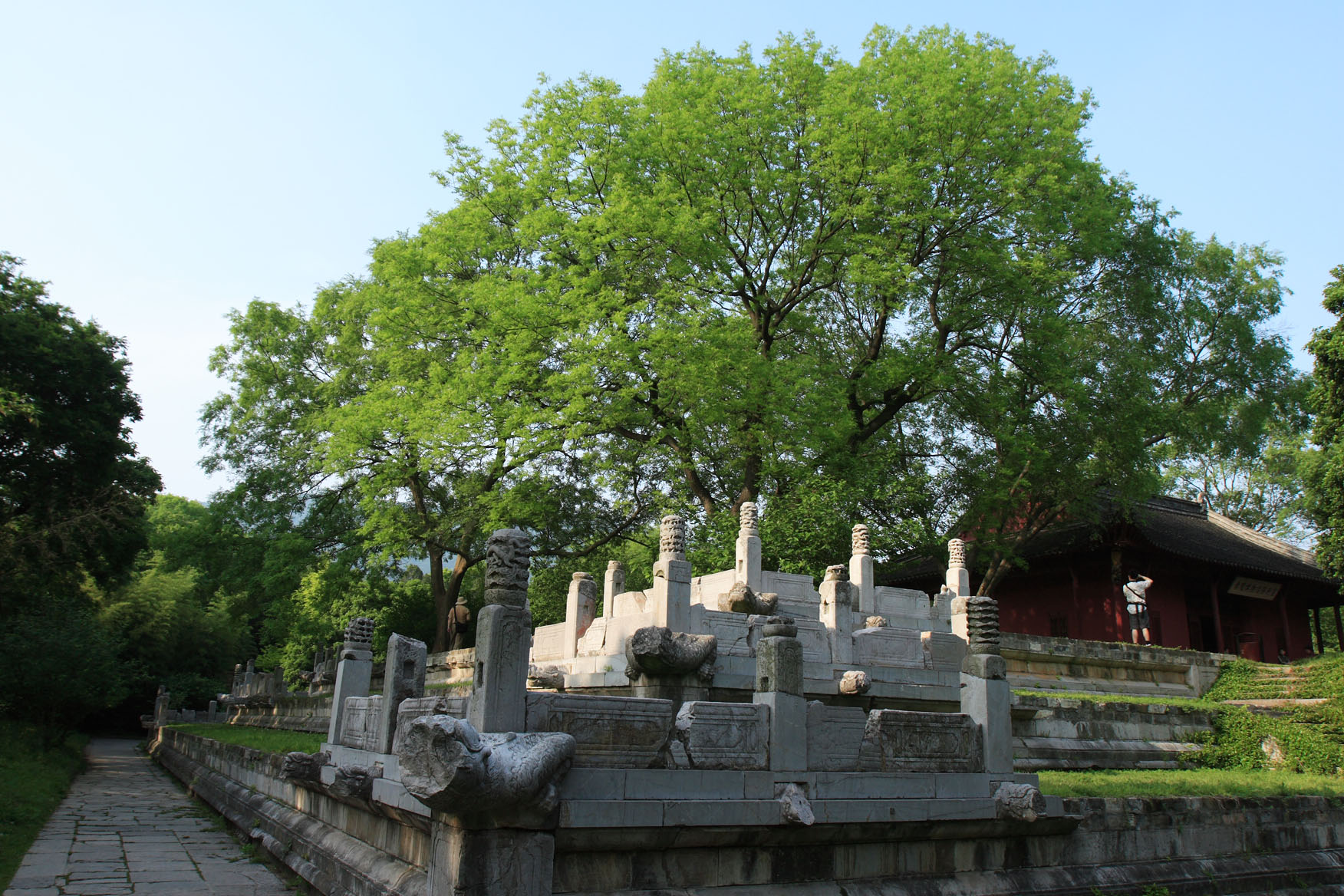
明孝陵

有關面積，經緯度等資訊請看這裡 （页面存档备份，存于）。

### 北京市
- 明十三陵：埋葬明朝十三個皇帝的陵墓群（登錄時間：2003年）

### 辽宁省
- 盛京三陵：後金的三個皇家陵寢（登錄時間：2004年）
  - 清福陵：努爾哈赤和其皇后的陵墓 (没有被盗，如今已经开辟成景区)
  - 清昭陵：皇太極和其皇后的陵墓 (没有被盗，如今已经开辟成景区)

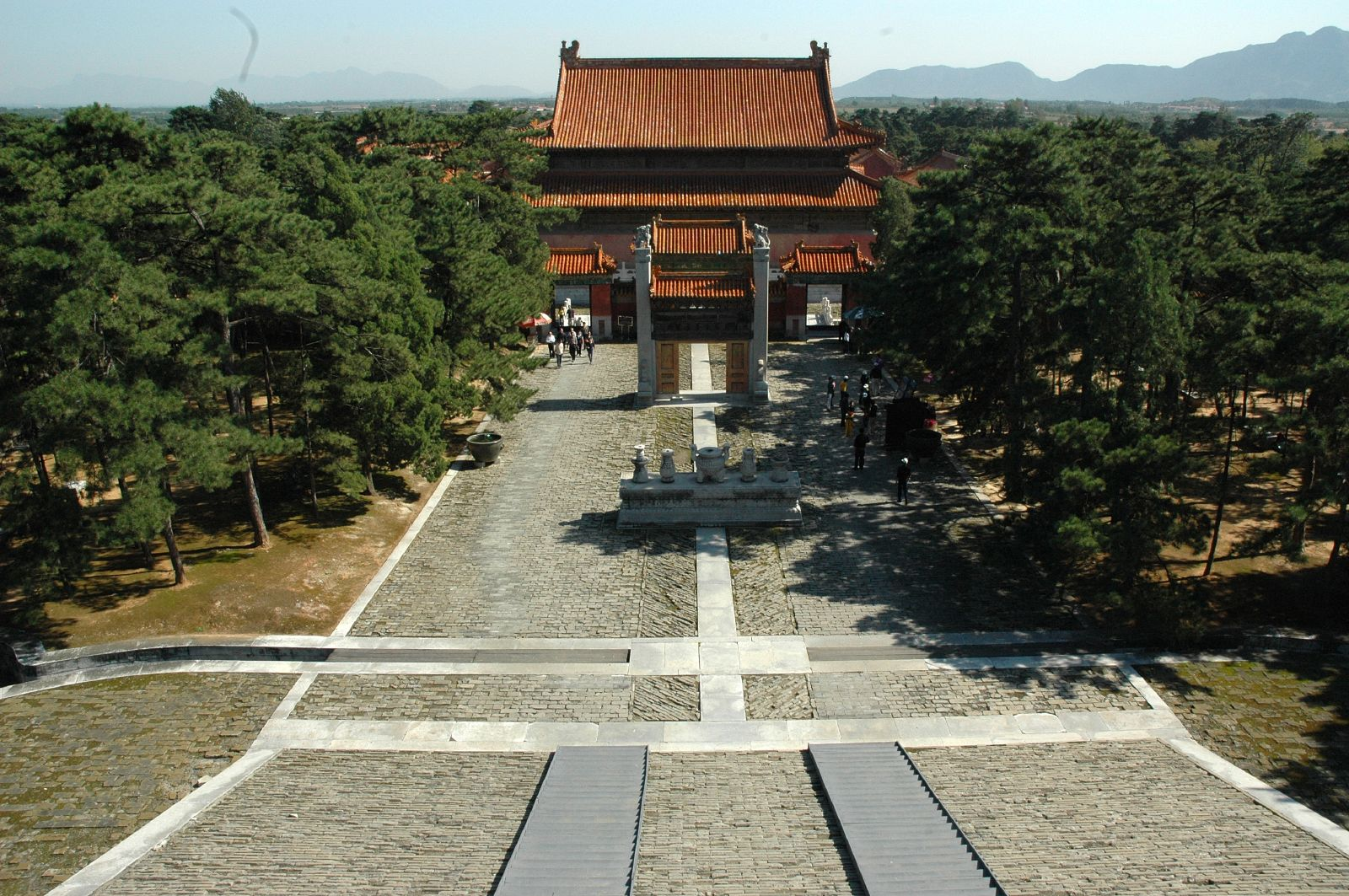
清東陵

  - 清永陵：努爾哈赤祖先的陵墓

### 河北省
- 清東陵：埋葬清朝五個皇帝的陵墓群（順治帝、康熙帝、乾隆帝、咸豐帝、同治帝，登錄時間：2000年）
  - 清孝陵：顺治和其皇后的陵墓
  - 清景陵：康熙和其皇后的陵墓
  - 清裕陵：乾隆和其皇后的陵墓
  - 清定陵：咸丰和其皇后的陵墓
  - 清惠陵：同治和其皇后的陵墓

| 陵名   | 皇帝名       | 年号 | 庙号   | 谥号       | 在位年代  | 享年 | 附葬皇后                                                                                 | 陵址                               | 被盗?    | 开放?    |
| ------ | ------------ | ---- | ------ | ---------- | --------- | ---- | ---------------------------------------------------------------------------------------- | ---------------------------------- | -------- | -------- |
| 清孝陵 | 爱新觉罗福临 | 順治 | 清世祖 | 世祖章皇帝 | 1643-1661 | 22岁 | 孝康章皇后佟佳氏、孝獻端敬皇后董鄂氏                                                     | 河北省遵化市                       | 沒有被盜 |          |
| 清景陵 | 爱新觉罗玄烨 | 康熙 | 清圣祖 | 圣祖仁皇帝 | 1661-1722 | 68岁 | 孝诚仁皇后、孝昭仁皇后、孝懿仁皇后、孝恭仁皇后、敬敏皇贵妃                               | 河北省遵化市                       | 已被盜掘 | 沒有開放 |
| 清裕陵 | 爱新觉罗弘曆 | 乾隆 | 清高宗 | 高宗純皇帝 | 1735-1796 | 87岁 | 孝賢純皇后富察氏、孝儀純皇后魏佳氏、慧賢皇貴妃高佳氏、哲憫皇貴妃富察氏、淑嘉皇貴妃金佳氏 | 河北省遵化市，位於孝陵以西的勝水峪 | 已被盜掘 | 已被開放 |
| 清定陵 | 爱新觉罗奕詝 | 咸豐 | 清文宗 | 文宗顯皇帝 | 1850-1861 | 30岁 | 孝德顯皇后薩克達氏                                                                       | 河北省遵化市平安峪                 | 已被盜掘 | 沒有開放 |
| 清惠陵 | 爱新觉罗載淳 | 同治 | 清穆宗 | 穆宗毅皇帝 | 1861-1875 | 18岁 | 孝哲毅皇后阿魯特氏                                                                       | 河北省遵化市雙山峪                 | 已被盜掘 | 沒有開放 |

- 清西陵：埋葬清朝四個皇帝的陵墓群（雍正帝、嘉慶帝、道光帝、光緒帝，登錄時間：2000年）
  - 清泰陵：雍正和其皇后的陵墓
  - 清昌陵：嘉慶和其皇后的陵墓
  - 清慕陵：道光和其皇后的陵墓
  - 清崇陵：光緒和其皇后的陵墓

| 陵名   | 皇帝名       | 年号 | 庙号   | 谥号       | 在位年代  | 享年 | 附葬皇后                           | 陵址       | 被盗?    | 开放?    |
| ------ | ------------ | ---- | ------ | ---------- | --------- | ---- | ---------------------------------- | ---------- | -------- | -------- |
| 清泰陵 | 爱新觉罗胤禛 | 雍正 | 清世宗 | 世宗憲皇帝 | 1722-1735 | 56岁 | 孝敬憲皇后、敦肅皇貴妃             | 河北省易縣 | 沒有被盜 | 沒有開放 |
| 清昌陵 | 爱新觉罗顒琰 | 嘉慶 | 清仁宗 | 仁宗睿皇帝 | 1796-1820 | 59岁 | 孝淑睿皇后                         | 河北省易縣 | 沒有被盜 | 沒有開放 |
| 清慕陵 | 爱新觉罗旻寧 | 道光 | 清宣宗 | 宣宗成皇帝 | 1820-1850 | 67岁 | 孝穆成皇后、孝慎成皇后、孝全成皇后 | 河北省易縣 | 沒有被盜 | 已被開放 |
| 清崇陵 | 爱新觉罗載湉 | 光緒 | 清德宗 | 德宗景皇帝 | 1875-1908 | 37岁 | 隆裕皇后                           | 河北省易縣 | 已被盗掘 | 已被開放 |

### 江苏省
- 明孝陵：明太祖及其后妃的陵墓（登錄時間：2003年）

### 湖北省
- 明显陵：明睿宗與皇后之陵墓（登錄時間：2000年）

## 外部連結
- 清東陵官方網頁 （页面存档备份，存于）
- 清西陵官方網頁 （页面存档备份，存于）